# Оксиринхский папирус 3522

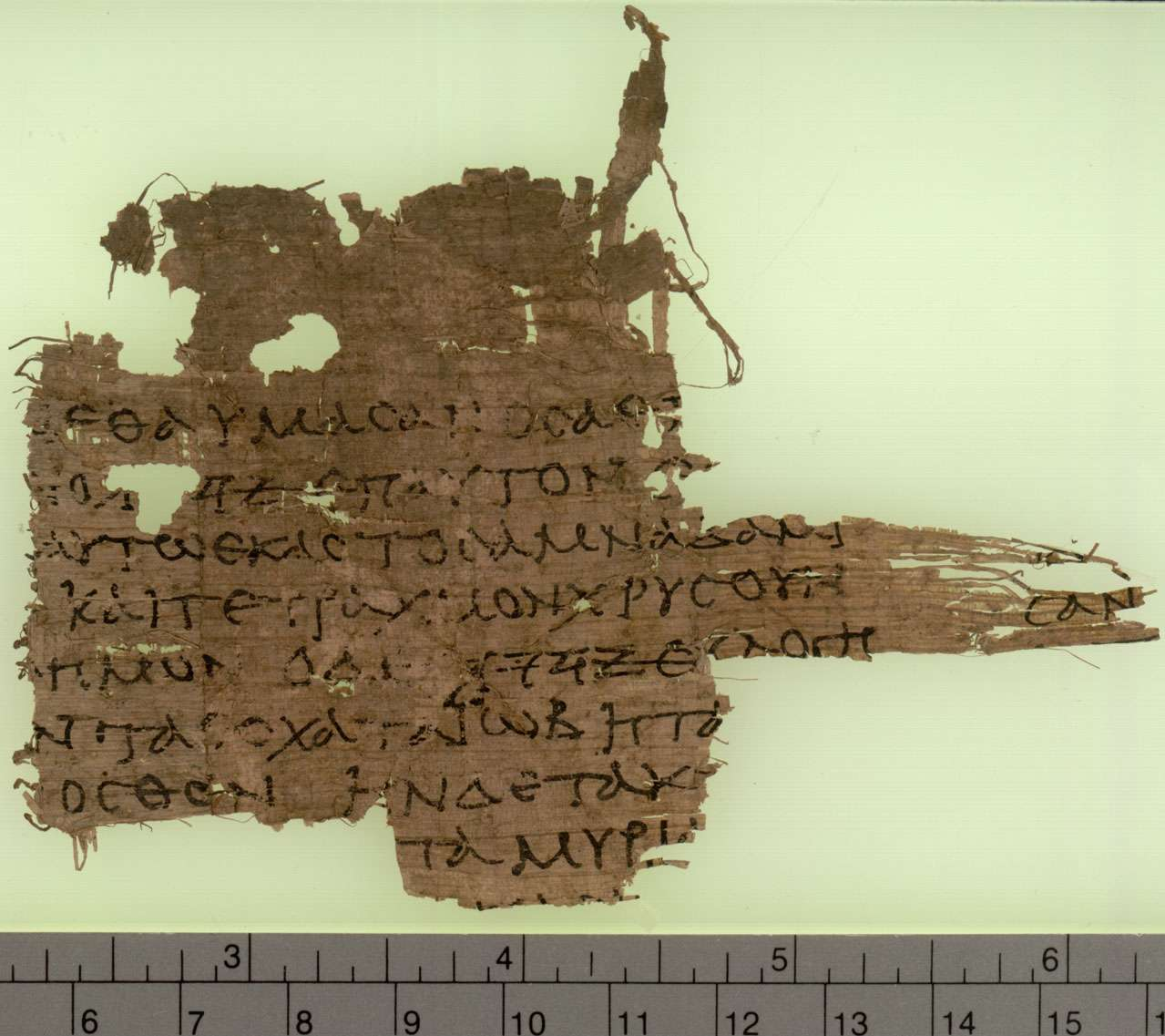
Papyrus LXX Oxyrhynchus 3522

Оксиринхский папирус 3522 (Papyrus LXX Oxyrhynchus 3522, подписанный как P.Oxy.L 3522) — небольшой фрагмент греческой Септуагинты (LXX), написанной на папирусе в форме свитка. Это одна из рукописей, обнаруженных в Оксиринхе. Занесена в каталог с номером 3522. Палеографически датируется I веком н. э.

## Описание
Этот папирус содержит фрагмент Книги Иова (42,11—12) и тетраграмматон для Божественного Имени. Это один из фрагментов Септуагинты с Божественным именем. Фрагмент был опубликован в 1983 году P. J. Parsons в The Oxyrhynchus Papyri, vol. L (50).
Также фрагмент каталогизирован номером 857 в списке рукописей Септуагинты по классификации Альфреда Ральфса как LDAB 3079.

## Место нахождения
Рукопись хранится в отделе папирологии Эшмоловского музея в Оксфорде (P.Oxy.L 3522).